# Khatxivan
Khatxivan - Хачивань (rus) - és un khútor del krai de Krasnodar, a Rússia. Es troba a la riba esquerra del riu Txamlik, a 17 km a l'est de Labinsk i a 160 km al sud-est de Krasnodar, la capital.
Pertany al municipi de Voznessénskaia.